# Alex Clare
Alex Clare (Alexander G. Clare) (Londen, 14 september  1985) is een Britse singer-songwriter. Zijn debuutalbum uit 2011, The Lateness of the Hour, werd geproduceerd door Switch en Diplo.

## Biografie
Clare speelde in een aantal Londense bandjes en had een korte carrière als kok voordat hij zelf muziek ging schrijven. Een van zijn zelf geschreven nummers kwam terecht bij platenlabel Island Records en twee weken daarna tekende hij zijn eerste platencontract. Het debuutalbum van Alex Clare, The Lateness of the Hour, wordt geproduceerd door Diplo en Switch en wordt in Engeland uitgebracht op 11 juli 2011. De eerste single van dit album was Up All Night welke werd opgevolgd door Too Close. In Nederland werd Alex Clare opgepikt door radiozender 3FM. Op 20 mei 2011 maakten zij de single Too Close 3FM Megahit.

## Discografie

### Albums
| Album met eventuele hitnotering(en) in de Nederlandse Album Top 100 | Datum van verschijnen | Datum van binnenkomst | Hoogste positie | Aantal weken | Opmerkingen |
| ------------------------------------------------------------------- | --------------------- | --------------------- | --------------- | ------------ | ----------- |
| Lateness of the hour                                                | 11-07-2011            | -                     |                 |              |             |
| Three Hearts                                                        | 08-08-2014            | -                     |                 |              |             |

### Singles
| Single met eventuele hitnotering(en) in de Nederlandse Top 40 | Datum van verschijnen | Datum van binnenkomst | Hoogste positie | Aantal weken | Opmerkingen                                                |
| ------------------------------------------------------------- | --------------------- | --------------------- | --------------- | ------------ | ---------------------------------------------------------- |
| Too close                                                     | 07-05-2011            | 04-06-2011            | 37              | 3            | Nr. 33 in de Single Top 100                                |
| Not giving in                                                 | 22-10-2012            | 03-11-2012            | tip8            | -            | met Rudimental & John Newman / Nr. 71 in de Single Top 100 |
| Living                                                        | 2016                  | 30-07-2016            | tip4            | -            | met Bakermat                                               |

| Single met hitnotering(en) in de Vlaamse Ultratop 50 | Datum van verschijnen | Datum van binnenkomst | Hoogste positie | Aantal weken | Opmerkingen                  |
| ---------------------------------------------------- | --------------------- | --------------------- | --------------- | ------------ | ---------------------------- |
| Too close                                            | 2012                  | 26-05-2012            | tip15           | -            |                              |
| Not giving in                                        | 2012                  | 27-10-2012            | tip4            | -            | met Rudimental & John Newman |
| Endorphins                                           | 2013                  | 15-06-2013            | tip98*          |              | met Sub Focus                |

## Voetnoten
1. ↑  Alex Clare soul mangled by major lazer
2. ↑  Alex Clare – Diplo and Switch’s Superstar Turn
3. ↑  3FM.nl Alex Clare Biografie

- Bibliothèque nationale de France: cb166757567 (data)
- Gemeinsame Normdatei: 1024156729
- International Standard Name Identifier: 0000 0003 8100 1605
- Library of Congress Control Number: no2012109163
- MusicBrainz: e8c8a3c3-29b6-421e-b977-fb6796231d41
- Nationale Bibliotheek van Tsjechië: xx0155472
- Virtual International Authority File: 260384008
- WorldCat: E39PBJjdjQHqQ3V6d3VGph7CQq